# 버미육
버미육(バ美肉) 또는 바비니쿠(バびにく)는 일본의 버튜버 문화에서 실제 인격과 다른 가상적인 미소녀의 신체로 활동하는 일이다. (항상 그런 것은 아니지만) 남성인 콘텐츠 제작자가 사용하는 애니메이션 스타일의 여성 캐릭터를 묘사하는 온라인 아바타를 가리키는 일본어 용어이다. 이 용어는 "버추얼 미소녀 주니쿠"(バーチャル美少女受肉) 또는 "버추얼 미소녀 셀프 주니쿠"(バーチャル美少女セルフ受肉)의 약어이다.
바비니쿠는 귀여운 소녀의 아바타를 활용하고 있을 수도 있고, VRChat과 같은 가상공간에서 가상의 소녀로 활동할 수도 있고, 가상 유튜버나 가상 아이돌로 활동할 수도 있다. 보이스 체인저를 사용하여 자신의 목소리를 소녀의 목소리로 수정할 수도 있고, 여성 3D 모델, Live2D 모델 또는 정적 사진과 함께 자연스러운 목소리를 사용할 수도 있다. 성인 남성이 이런 종류의 여성 아바타를 사용한다면 "바비니쿠 오지상"(バ美肉おじさん)로 호칭이 가능하다.